# Савоя (департамент)
Савоя (фр. Savoie) — департамент на сході Франції, один з департаментів регіону Овернь-Рона-Альпи.
Порядковий номер 73. Адміністративний центр — Шамбері. Населення 542,4 тис. осіб (43-е місце серед департаментів, дані 1999 р.).

## Географія
Площа території 6 028 км².
Департамент включає 3 округи, 37 кантонів і 305 комун.

## Історія
Із 1792 до 1815 р. нинішня територія департаменту входила до складу департаменту Монблан, із 1798 по 1814 р. — до складу департаменту Леман.